# Energía en Grecia

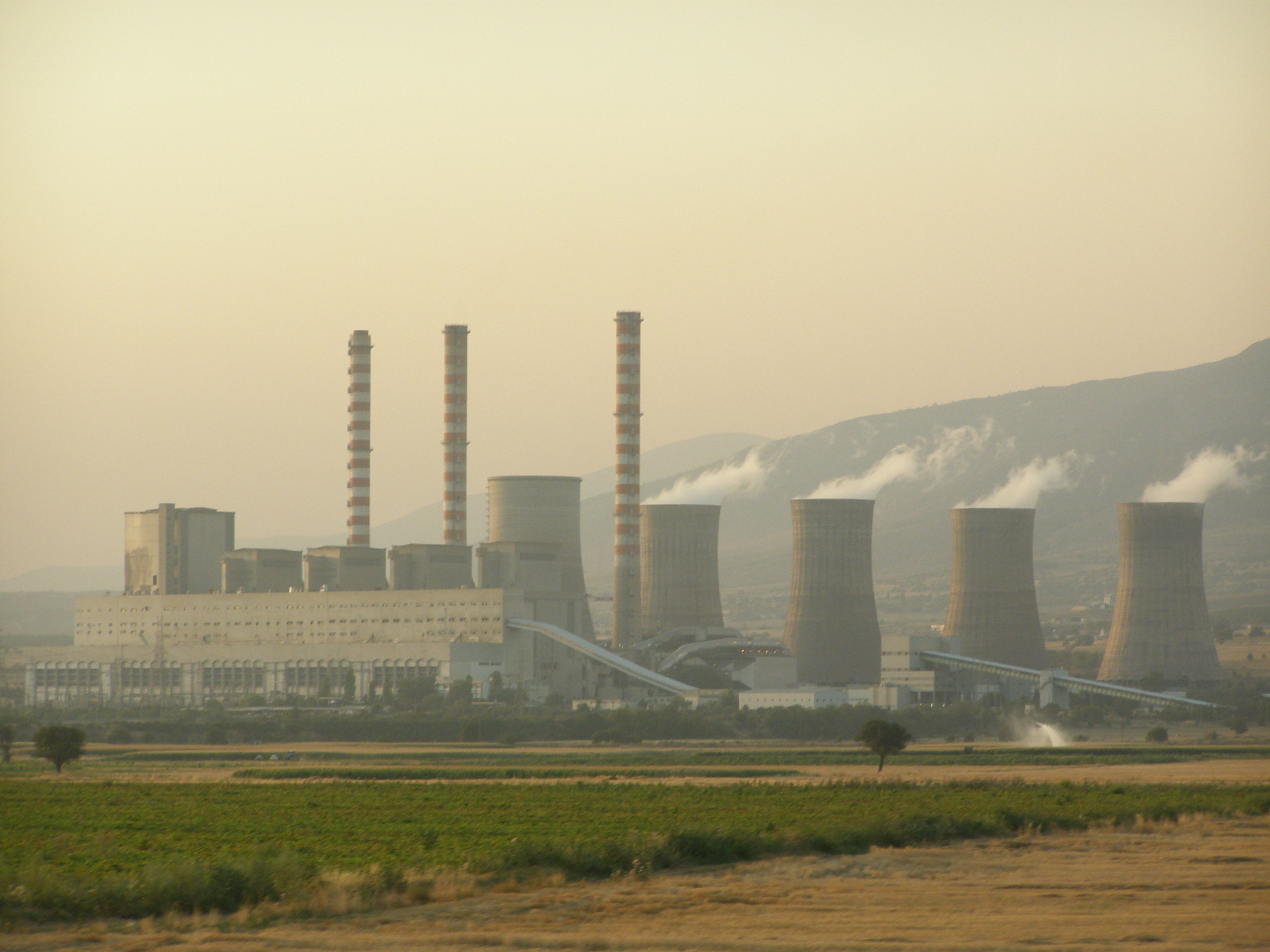
Planta de energía de Agios Dimitrios

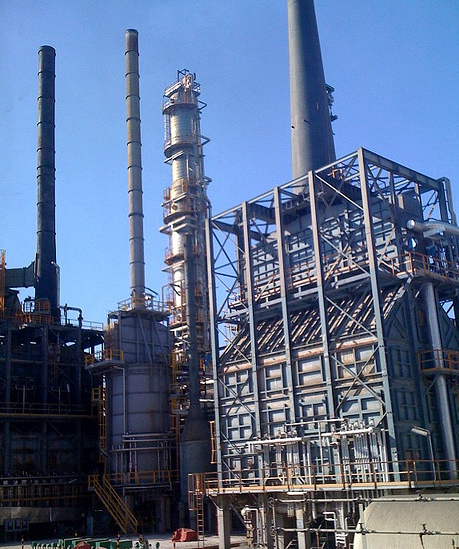
Una planta de destilación propiedad de Hellenic Petroleum.

La producción de energía en Grecia está dominada por la estatal Corporación de Energía Pública (conocida principalmente por sus siglas ΔΕΕ, o en inglés DEI). En 2009, dei suministró el 85,6% de toda la demanda de energía eléctrica en Grecia, mientras que el número cayó al 77,3% en 2010. Casi la mitad (48%) de la salida de potencia de DEI se genera utilizando lignito, una caída desde el 51,6% en 2009.
El 12% de la electricidad de Grecia proviene de centrales hidroeléctricas y otro 20% de gas natural. Entre 2009 y 2010, la producción de energía de las empresas independientes aumentó un 56%, de 2.709 Gigavatios hora en 2009 a 4.232 GWh en 2010.
En consonancia con la Directiva de energías renovables de la Comisión Europea, Grecia aspira a obtener el 18 % de su energía global de fuentes renovables para 2020. En 2015, según el operador independiente de transmisión de energía en Grecia (ΑΔΜΕΕ) más del 20% de la electricidad en Grecia se ha producido a partir de fuentes de energía renovables y centrales hidroeléctricas. Este porcentaje en abril alcanzó el 50%. La misma tendencia fue el caso también para 2016.
La contribución de RES (no hidroeléctrica) al consumo final bruto de electricidad representó el 24,5% en 2016, mientras que la energía hidroeléctrica representó aproximadamente el 25% por capacidad instalada. Según el operador griego del mercado eléctrico (LAGIE), la capacidad instalada total en el sistema interconectado griego a finales de 2016 representó casi 16.615 MW, incluyendo 3.912 MW de lignito, 4.658 MW de gas natural, 3.173 MW de gran potencia hidroeléctrica y 4.873 MW RES.
Grecia actualmente no tiene ninguna central nuclear en funcionamiento, sin embargo, en 2009 la Academia de Atenas sugirió que comenzaran las investigaciones sobre la posibilidad de centrales nucleares griegas.

## Tablas
| Energía en Grecia | Energía en Grecia | Energía en Grecia | Energía en Grecia | Energía en Grecia | Energía en Grecia | Energía en Grecia |
| | Cápita            | Prim. Energía     | Producción        | Importación       | Electricidad      | CO2-emisión       |
| | Millón            | TWh               | TWh               | TWh               | TWh               | Mt                |
| --- | ----------------- | ----------------- | ----------------- | ----------------- | ----------------- | ----------------- |
| 2004 | 11.06             | 354               | 120               | 284               | 57.0              | 93.9              |
| 2007 | 11.19             | 374               | 141               | 284               | 63.0              | 97.8              |
| 2008 | 11.24             | 354               | 115               | 293               | 64.3              | 93.4              |
| 2009 | 11.28             | 342               | 117               | 258               | 62.5              | 90.2              |
| 2012 | 11.31             | 311               | 112               | 228               | 59.8              | 83.6              |
| 2012R | 11.09             | 309               | 121               | 226               | 61.1              | 77.5              |
| 2013 | 11.03             | 272               | 108               | 188               | 55.1              | 68.9              |
| Cambio 2004 - 09 | 2.0%              | -3.4%             | -2.0%             | -9.1%             | 9.8%              | -3.9%             |
| Mtoe = 11,63 TWh . Prim. energía incluye pérdidas de energía 2012R = criterios de cálculo de CO2 cambiados, números actualizados |                   |                   |                   |                   |                   |                   |

## Combustible fósil

### Petróleo y gas

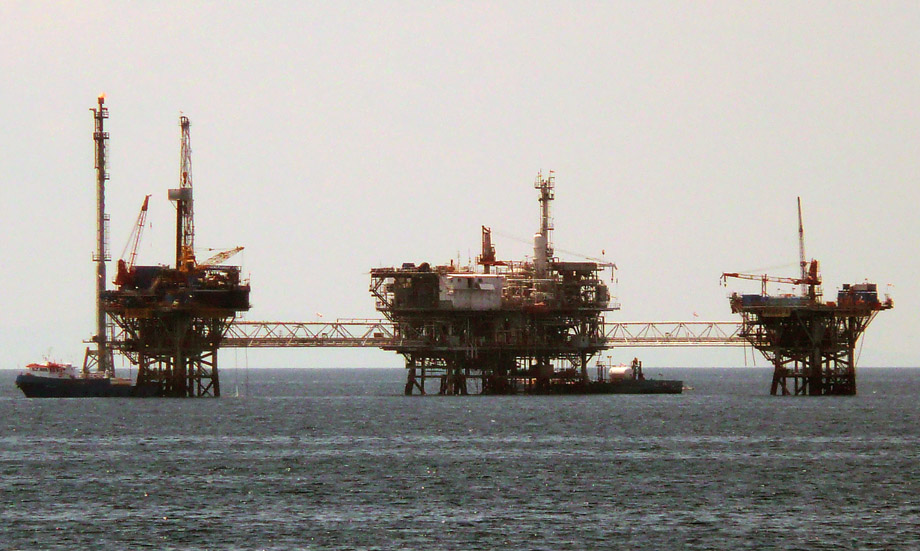
Plataforma petrolera cerca de Kavala

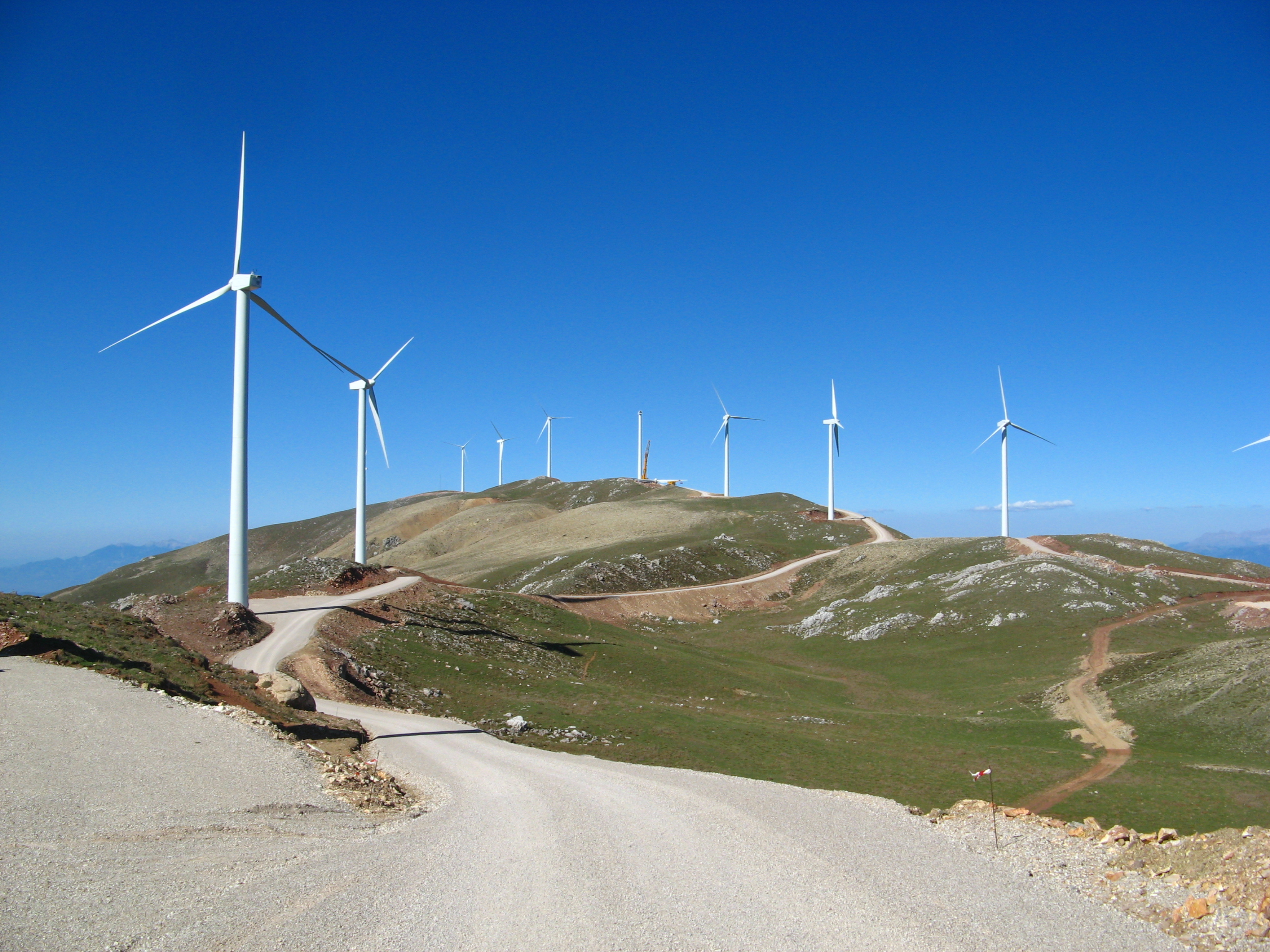
Vista de un parque eólico, montaña Panachaiko.

Ruta del Tesla Pipeline (atraversando Grecia) y el TurkStream con la indicación de los países proveedores y los países atendidos.

Grecia tiene 10 millones de barriles de reservas probadas de petróleo a 1 de enero de 2011. Hellenic Petroleum es la mayor petrolera del país, seguida de Motor Oil Hellas. La producción de petróleo de Grecia se sitúa en 7.946 barriles diarios (bbl/d), ocupando el puesto 90, mientras que exporta 1.863 bbl/d (57.º) e importa 496.600 bbl/d (25º).
En 2011, el gobierno griego aprobó el inicio de la exploración y perforación petrolera en tres lugares dentro de Grecia, con una producción estimada de 250 a 300 millones de barriles en los próximos 15 a 20 años. La producción estimada en euros de los tres depósitos es de 25 000 millones EUR en un período de 15 años, de los cuales entre 13 000 y 14 000 millones euros entrarán en las arcas estatales. La disputa de Grecia con Turquía por el Egeo plantea obstáculos sustanciales a la exploración petrolera en el mar Egeo.
Además de lo anterior, Grecia también iniciará la exploración de petróleo y gas en otros lugares del mar Jónico, así como en el mar de Libia, dentro de la zona económica exclusiva griega, al sur de Creta. El Ministerio de Medio Ambiente, Energía y Cambio Climático anunció que había interés de varios países (incluyendo Noruega y Estados Unidos) en la exploración, y se esperan los primeros resultados sobre la cantidad de petróleo y gas en estos lugares en el verano de 2012.
Varios petróleos y gasoductos están actualmente en construcción o bajo planificación en el país. Estos proyectos incluyen los gasoductos Interconnector Turquía-Grecia-Italia (ITGI) y el South Stream anulado y reemplazado por el Tesla Pipeline.
El gasoducto Turquía-Grecia es un gasoducto de gas natural de 296 kilómetros (184 mi) de largo, que conecta las redes de gas turco y griego terminadas en septiembre de 2007.

### Carbón
La Mina Megalópolis es una gran mina de lignito y carbón propiedad de la Public Power Corporation of Greece. La mina de lignito y carbón más grande de Grecia se encuentran en la zona de Macedonia Occidental y especialmente en Ptolemaida.

## Energía renovable

### Biomasa

#### Antecedentes de regulación
En un resumen, se presenta la situación del mercado energético griego en relación con la producción de energía a partir de biomasa. La Directiva 2009/28/CE sobre energías renovables de la UE exige a la UE que satisfaga al menos el 20 % de sus necesidades energéticas totales con energía renovable para 2020. Esto debe lograrse mediante el logro de metas nacionales individuales. La Comisión Europea asigna la biomasa como la tercera fuente de energía dentro de la UE después del viento. Estado griego destinó 350 MW de electricidad a biomasa - biocombustibles.

#### Análisis de la situación griega
- Actualmente <50 MW de biomasa - biocombustibles a la energía están operando en Grecia (de 350 MW). La alimentación en tarifa (FIT) es de 198 €/MW h.  Contrato de 20 años con opción de prórroga al final.  Hay un proceso de concesión de licencias bastante largo.[16]

### Viento

Energía eólica en Grecia

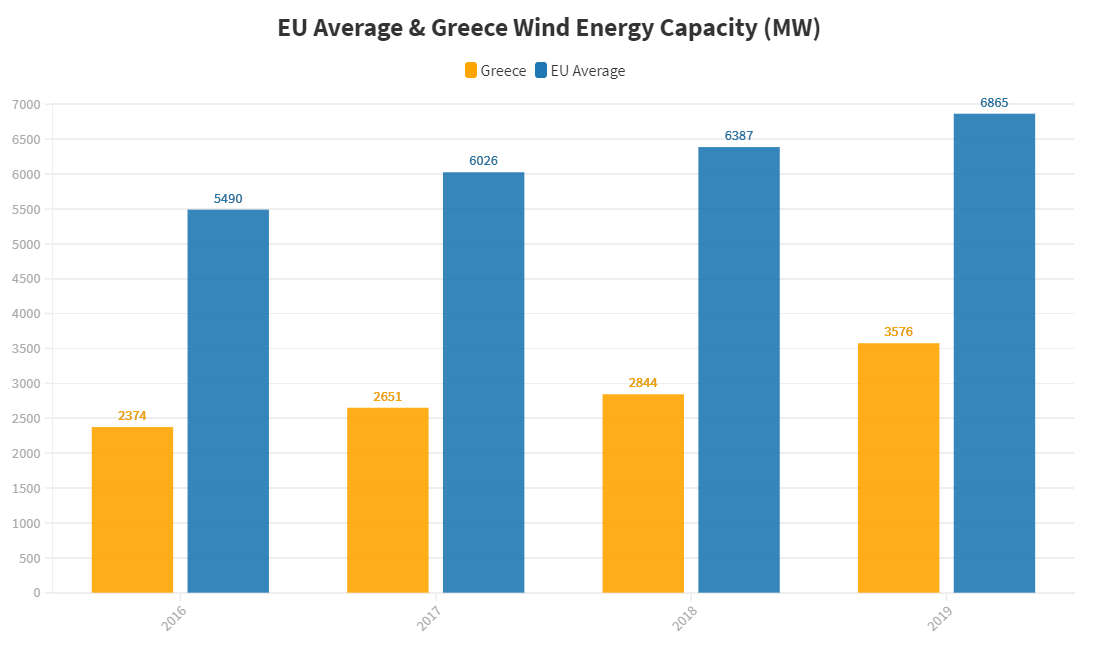
Comparación: Capacidad media de energía eólica de la UE y Grecia (MW)

| Capacidad de energía eólica de la UE y Grecia (MW) | Capacidad de energía eólica de la UE y Grecia (MW) | Capacidad de energía eólica de la UE y Grecia (MW) | Capacidad de energía eólica de la UE y Grecia (MW) | Capacidad de energía eólica de la UE y Grecia (MW) | Capacidad de energía eólica de la UE y Grecia (MW) | Capacidad de energía eólica de la UE y Grecia (MW) | Capacidad de energía eólica de la UE y Grecia (MW) | Capacidad de energía eólica de la UE y Grecia (MW) | Capacidad de energía eólica de la UE y Grecia (MW) | Capacidad de energía eólica de la UE y Grecia (MW) | Capacidad de energía eólica de la UE y Grecia (MW) | Capacidad de energía eólica de la UE y Grecia (MW) | Capacidad de energía eólica de la UE y Grecia (MW) | Capacidad de energía eólica de la UE y Grecia (MW) | Capacidad de energía eólica de la UE y Grecia (MW) | Capacidad de energía eólica de la UE y Grecia (MW) | Capacidad de energía eólica de la UE y Grecia (MW) | Capacidad de energía eólica de la UE y Grecia (MW) | Capacidad de energía eólica de la UE y Grecia (MW) | Capacidad de energía eólica de la UE y Grecia (MW) | Capacidad de energía eólica de la UE y Grecia (MW) | Capacidad de energía eólica de la UE y Grecia (MW) |
| País                                               | 2019                                               | 2018                                               | 2017                                               | 2016                                               | 2015                                               | 2014                                               | 2013                                               | 2012                                               | 2011                                               | 2010                                               | 2009                                               | 2008                                               | 2007                                               | 2006                                               | 2005                                               | 2004                                               | 2003                                               | 2002                                               | 2001                                               | 2000                                               | 1999                                               | 1998                                               |
| -------------------------------------------------- | -------------------------------------------------- | -------------------------------------------------- | -------------------------------------------------- | -------------------------------------------------- | -------------------------------------------------- | -------------------------------------------------- | -------------------------------------------------- | -------------------------------------------------- | -------------------------------------------------- | -------------------------------------------------- | -------------------------------------------------- | -------------------------------------------------- | -------------------------------------------------- | -------------------------------------------------- | -------------------------------------------------- | -------------------------------------------------- | -------------------------------------------------- | -------------------------------------------------- | -------------------------------------------------- | -------------------------------------------------- | -------------------------------------------------- | -------------------------------------------------- |
| Unión Europea                                      | 192,231                                            | 178,826                                            | 168,729                                            | 153,730                                            | 141,726                                            | 129,060                                            | 117,383                                            | 105,696                                            | 93,957                                             | 84,074                                             | 74,767                                             | 64,712                                             | 56,517                                             | 48,069                                             | 40,511                                             | 34,383                                             | 28,599                                             | 23,159                                             | 17,315                                             | 12,887                                             | 9,678                                              | 6,453                                              |
| Grecia                                             | 3,576                                              | 2,844                                              | 2,651                                              | 2,374                                              | 2,135                                              | 1,980                                              | 1,865                                              | 1,749                                              | 1,629                                              | 1,208                                              | 1,087                                              | 985                                                | 871                                                | 746                                                | 573                                                | 473                                                | 383                                                | 297                                                | 272                                                | 189                                                | 112                                                | 39                                                 |